# Johan Sickinghe (1649-1673)
Jonker Johan Sickinghe, ook wel Joan Hendrik Sickinghe of Jan Sickinga, (19 februari 1649 - 20 mei 1673) was een Nederlandse majoor en commandant der cavalerie. Hij maakte vanaf jonge leeftijd al snel carrière als militair in dienst van de Nederlandse Republiek. In het Rampjaar 1672 gaf hij ten tijde van het Gronings Ontzet leiding aan een deel van de ruiterwacht van de stad Groningen. Naast militaire acties kwam Johan ook in actie als onderhandelaar met de Staten van Friesland. Grote faam verkreeg hij echter door zijn rol bij het Beleg van Coevorden in 1672. Samen met zijn broers Rudolph, Feio en Hindrick was hij een van de hoofdrolspelers bij het ontzet van deze stad; bedacht door Mijndert van der Thijnen en geleid door de luitenant-generaal Carl von Rabenhaupt. Bij dit ontzet was de destijds slechts 23 jaar oude Johan naast commandant van de cavalerie, ook aangewezen als commandant van een van de drie aanvallen. Hij was verantwoordelijk voor het verst gelegen bastion 'Overijssel'; de gewaagdste aanval van de hele operatie. Mede onder zijn leiding werd de stad binnen een uur ontzet. In de kronieken staat Johan Sickinghe vanwege zijn heldhaftige optredens bekend als de 'kloeckmoedigen Major Sickinga'. Hij werd 'een krijgsheld zonder weerga' genoemd. 

## Leven

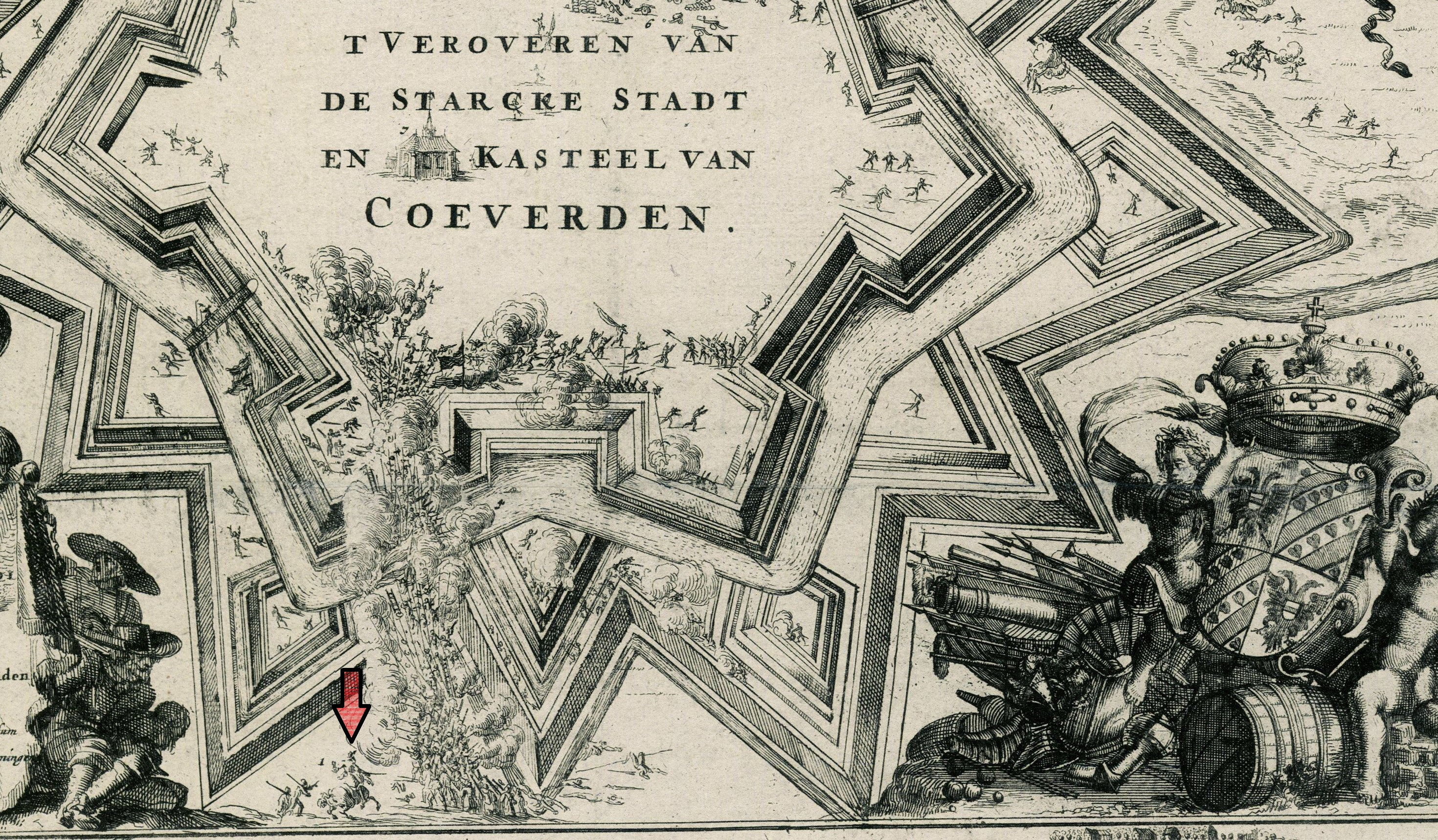
Johan Sickinghe (nr. 1) als commandant en aanvoerder van de cavalerie bij het Ontzet van Coevorden, uitgelicht (rode pijl) op een kaart van de Overwinningen van Carl von Rabenhaupt in Groningen, 1673

Sickinghe, telg uit het Groningse oud adellijke regentengeslacht Sickinghe, werd op 19 februari 1649 geboren als zoon van Feio Sickinghe (1610-1666); jonkheer en hoofdeling te Warffum en Sophia van Echten (overl. na juli 1673). Johan was een jongere broer van Rudolph Sickinghe (1643-1688) en een oudere broer van Feio Sickinghe (1654-1696). 
De zeer vermogende en invloedrijke landedelman, joncker Johan Sickinghe (1576-1652) was zijn grootvader. Dr. Johan Sickinghe (1495-1572), burgemeester en hoofdman van de stad Groningen, was zijn betovergrootvader. Johan zelf was op zijn beurt een oom van mr. Onno Sickinghe (1688-1756), burgemeester van de stad Groningen en drost der beide Oldambten.  
Sickinghe was ten tijde van het rampjaar in 1672 ritmeester bij de cavalerie van Groningen (regiment George Frederik van Nassau-Siegen). Hij behaalde op 23-jarige leeftijd grote faam door zijn optreden bij de verdediging van Groningen in 1672 en zijn daaropvolgende dapperheid bij het Beleg van Coevorden in datzelfde jaar. 

## Rol bij het Beleg van Groningen

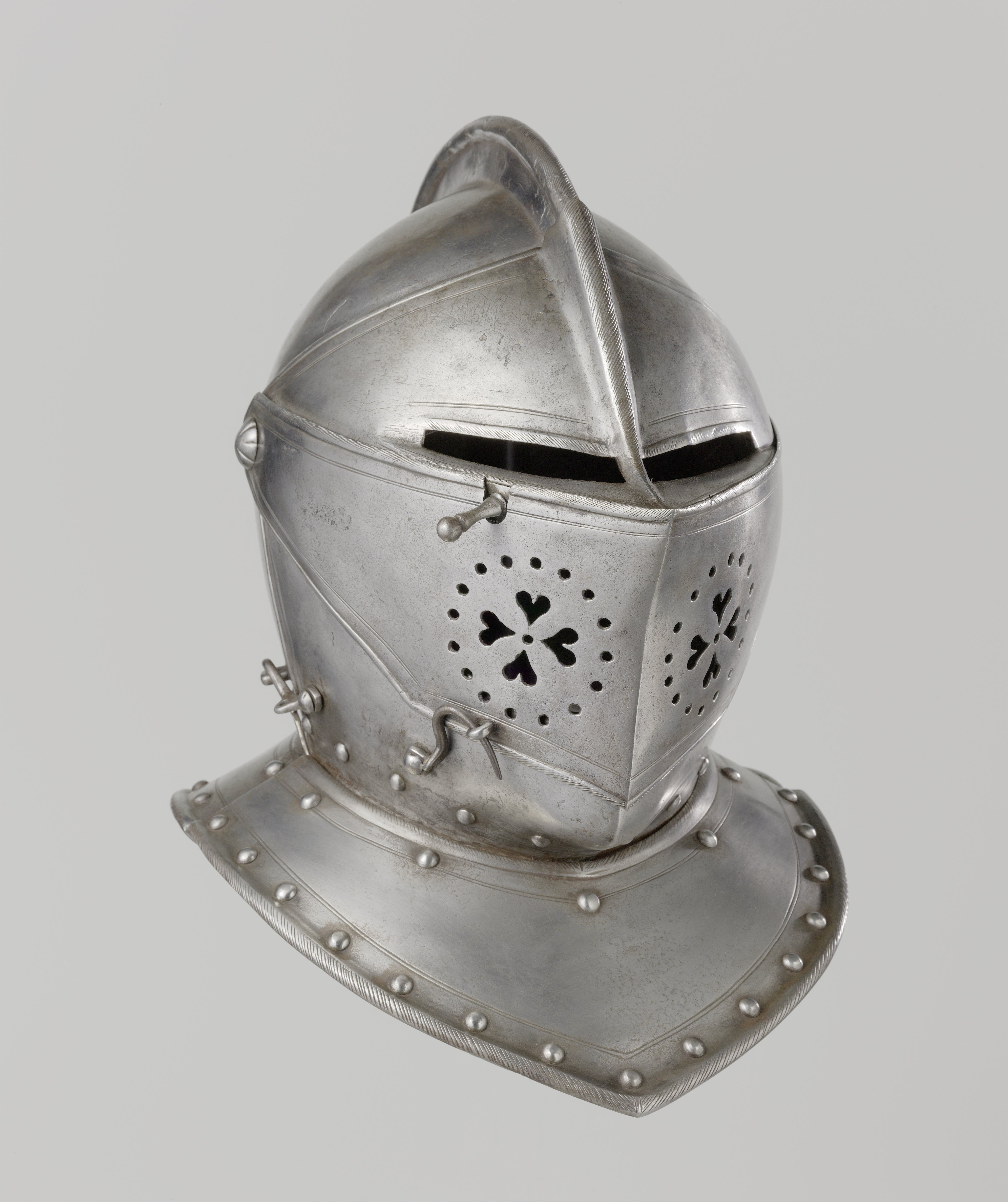
Een ruiterhelm van het Staatse Leger (circa 1650)

In het Rampjaar 1672 maakte de prins-bisschop van Münster, Christoph Bernhard van Galen, aansprak op de gebieden in en om Groningen. Via de Hondsrug trok de bisschop met zijn troepen richting de Stad.  
De cavalerie van de Stad bestond destijds uit vier compagnieën, die vielen onder het commando van generaal Stoltsenborch. Johan en zijn broer Hindrick waren ritmeesters en voerde het bevel over twee van de vier compagnieën. Hun oudere broer Rudolph was eveneens ritmeester bij de ruiterwacht van de Stad. De ruiterij werd destijds voor verschillende taken ingezet. Van verkenning en verdediging tot snelle en korte acties. 
Op 19 juli 1672, tegen drie uur, klonk over de hele stad het bulderen van kanonnen: de eerste schoten werd afgevuurd. Groningen liet de vijand uit Münster en Keulen weten dat Stad zich zou verdedigen. In de namiddag kwam opnieuw een bende ruiters uit de richting van Helpman aan gegaloppeerd en ook ditmaal werden zij begroet met kanonskogels. Bij het horen van de kanonnen kwamen veel mensen uit Groningen uit nieuwsgierigheid naar de zuidelijke wal. Zij werden toeschouwers van de eerste schermutseling. Ritmeester Johan Sickinghe, die met enkele ruiters voor de Oosterpoort reed, lokte de vijand uit het bos, dat zich daar niet ver vanaf bevond. De vijand reageerde direct en kwam met paarden op hen af. De ruiters van Sickinghe reden weer terug richting de stad, de vijand achtervolgde hen en zo kwamen zij in het bereik van de verdedigende kanonnen.

### Richting de Staten van Friesland voor versterking
Op 21 juli sloegen de troepen van de bisschop voor de Stad het beleg op. De oudere broer van Johan, Rudolph, kreeg direct opdracht van de stad Groningen om zich samen met Geert de Mepsche richting Friesland te bewegen. Hier vroegen hij tevergeefs om versterking, de Friezen zagen het niet zitten. Via de Staten-Generaal lukte het Rudolph en Geert uiteindelijk wel om steun te krijgen; prins Willem III van Oranje zond troepen. 

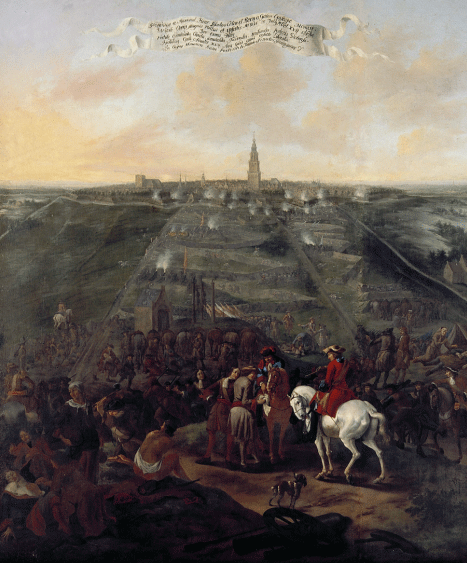
Het beleg van Groningen in 1672, door Folkert Bock

Twee dagen later, op 23 juli 1672 werd Johan zelf met een brief namens de stad Groningen richting de Staten van Friesland gezonden. De brief die hij bij zich droeg vangt aan met een groot dankwoord richting de Friezen. Vervolgens spreekt de stad Groningen over de penibele situatie waarin zij verkeerd. De Stad vertelt hoe zij door de bisschop van Münster tot overgave werd gedwongen. Maar in plaats daarvan delen zij mede dat zij de bisschop geantwoord hebben dat zij bereid zijn om, vertrouwend op hulp van de allerhoogste, de rechtvaardigheid van deze zaak en de steun van haar hoge bondgenoten, het geweld met moed, kruit en lood af te zullen slaan. In de brief verzochten de Groningers Friesland zo spoedig mogelijk een regiment van haar best getrainde soldaten via 'de' Zoutkamp richting de Stad te sturen. Daarnaast werd verzocht dat het grootste deel van de militie van Friesland richting de grenzen van het Westerkwartier zou marcheren. De stad Groningen werd graag op de hoogte gehouden en schreef dat zij voor overleg en strategie de jonker Johan Sickinghe, tevens de majoor die de brief zou overhandigen, richting de provincie Friesland had gestuurd. De stad verzocht de Friezen om Sickinghe het volledige vertrouwen te schenken, alsof het om de Stad zelf ging.
Johan kwam tijdens het Gronings Ontzet samen met zijn broers nog vele malen in actie. Op 17 augustus, bijna een maand later, gaf de bisschop zijn beleg uiteindelijk op. Groningen had de belegering doorstaan.
Op 28 september 1672 doet de provincie Stad en Lande middels een brief haar beklag bij de Staten-Generaal. Dit naar aanleiding van de nieuwe militaire begroting die de provincie had gekregen. In deze begroting stond hoeveel troepen en betalingen elke provincie moest leveren voor het Staatse leger tot eind 1672. Stad en Lande was het oneens met een aantal dingen. Een van die dingen was dat de voetcompagnieën van kolonel en luitenant-generaal Carl von Rabenhaupt en de compagnie te paard van ritmeester Johan Sickinghe niet volledig waren ingezet, terwijl ze wel aan de Stad waren doorbelast. De compagnie van Sickinghe werd in de daaropvolgende briefwisselingen tussen Provincie en Staten meermaals genoemd.

## Rol bij het Ontzet van Coevorden
Op 11 juli 1672 werd de vesting Coevorden na slechhts vijf dagen strijd door de bisschop Bernard von Galen (1606-1678) van het Prinsbisdom Münster veroverd op de Nederlandse Republiek. De schok was groot want de vesting had tot dan toe bekend gestaan als een 'onneembaar fort'. Na het innemen van de stad vluchtte de schoolmeester en predikant Mijndert van der Thijnen met zijn gezin naar de stad Groningen. Hij had bij het vluchten uit Coevorden de kaarten van de stad mee weten te smokkelen. Een maand later, begin december, ging hij hiermee naar de bevelhebber van Groningen, luitenant-generaal Carl von Rabenhaupt (1602-1675), waar hij hem terplekke een plan presenteerde om Coevorden te heroveren. Een van de plannen waarmee hij Rabenhaupt wist te overtuigen was het plan om biesbruggen te gebruiken voor de in de winter bevroren vestinggrachten. Rabenhaupt ging op 22 december akkoord en er werden drie commandanten aangewezen. Luitenant-kolonel Frederik van Eybergen als opperbevelhebber, overste-wachtmeester Wijler als aanvoerder van de infanterie en de majoor (en jonker) Johan Sickinghe, dan 23 jaar oud, als commandant van de cavalerie. Onder de ruiterij, en dus onder zijn commando, bevinden zich drie van zijn broers. De jonker Rudolph Sickinghe (1643-1688) die lid der Staten-Generaal was en uit liefde voor het vaderland als 29-jarige het beleg vrijwillig bijwoonde, de 22-jarige kapitein Hindrik Sickinghe (1650-1682) en de 18-jarige jonkheer Feio Sickinghe (1654-1696). Nog op 9 november 1672 kreeg Sickinghe toestemming om enkele ruiters van zijn compagnie per schip richting Drenthe te vervoeren. 

Voorstelling van de verovering van Coevorden. Rechtsboven de aanval van Joncker Sickinga (Johan Sickinghe) vermeld, op de kaart weergegeven als nummer 7 (boven, midden, rechts van de kerk).

Op 26 december vertrok de ruiterij, bestaande uit ruim 300 man onder leiding van Sickinghe, in het diepste geheim om één uur uit de Steentilpoort richting de vesting van Coevorden. Twee uur later volgde de infanterie, 672 musketiers sterk en bestaande uit vele vrijwilligers. De stadspoorten werden gesloten en vrijwilligers die zo nog wilde aansluiten mochten dat alleen te voet om te voorkomen dat iemand voor de tropen uit de vijand in Coevorden zou kunnen waarschuwen. Het geschut werd op elf wagens vervoerd en eenmaal aangekomen bij de Galgenberg kwam een trompetter te paard aanrijden vanuit de richting van Helpen. Bij het zien van de troepenmacht keerde deze direct om en vluchtte hij in de richting van Haren. Majoor Sickinghe zond enige ruiters achter hem aan om hem in te halen en te pakken te krijgen maar hij realiseerde zich dat zijn eigen paard en hij sneller zouden zijn dus zette hij zelf de achtervolging in. Het bleek een Münsterse trompetter die met brieven onderweg naar Groningen was. Sickinghe zond hem naar de Stad alwaar hij werd vastgehouden. Onderweg naar Coevorden splitste Sickinghe de ruiterij op en liet hij hen via verschillende dorpen richting Coevorden trekken zodat niet duidelijk werd welke plek uiteindelijk aangevallen zou worden. Bij dit proces liepen drie ruiters over naar de bezetters van Leek. Een ander, de kapitein Wolf, liep ook over naar de vijand. Hij was ooit krijgsgevangene van Groningen geweest en was daana in dienst gegaan onder Sickinghe. Hij dacht echter dat de aanval zou plaatsvinden bij Nieuwe Schans en vluchtte die kant op om het dorp te waarschuwen. 
Op 27 december bereikte de infanterie het dorp Gieten. Eybergen raakte verdwaald door de sneeuw en de geplande aanval in de nacht kon niet doorgaan. De volgende ochtend werden van der Thijnen en Sickinghe uit hun slaap gewekt door een ruiter. Hij zou hevige kanonschoten hebben gehoord aan de kant van Odoren. Haastig verlieten beide mannen het huis. Sickinghe hoorde dat er in salvo's werd geschoten en oordeelde dat het troepen uit Keulen moesten zijn die luitenant Eybergen aanvielen. Hij zond ruiters en zijn soldaten werden in Emmen verdedigend opgesteld. Bij terugkomst van de ruiters bleek dat van Eyebergen zijn soldaten opdracht had gegeven hun geweren schoon te maken. Sickinghe had zijn ruiters de opdracht gegeven de route naar Coevorden te bezetten zodat niemand zich uit het leger zou kunnen verwijderen. Maar in de periode voordat hij de wegen had afgesloten waren twee dragonders uit de stoet overgelopen naar Coevorden. Hier waarschuwde zij Coevorden voor de wat hen te gebeuren stond. Een aantal dagen later dan de cavalerie op 28 december arriveerde de infanterie 's avonds te Odoorn. De dag erop trokken zij naar Erm en daar kreeg iedereen een bemoedigende toespraak van de kolonel Eybergen. Hij beval iedereen om diezelfde avond om tien uur marsvaardig te zijn. Daarna hielden Eybergen, Wijler en Sickinghe een krijgsberaad met alle officieren. Eybergen haalde de kaarten van Mijndert tevoorschijn met daarop alle door hem ontworpen plannen. Velen twijfelden aan het slagen van de aanval aangezien ze geen grote legermacht waren en het plan zeer gewaagd. Aan het einde van de raad had iedereen echter moed verzameld en voelde een ieder zich gesterkt de poging te wagen.

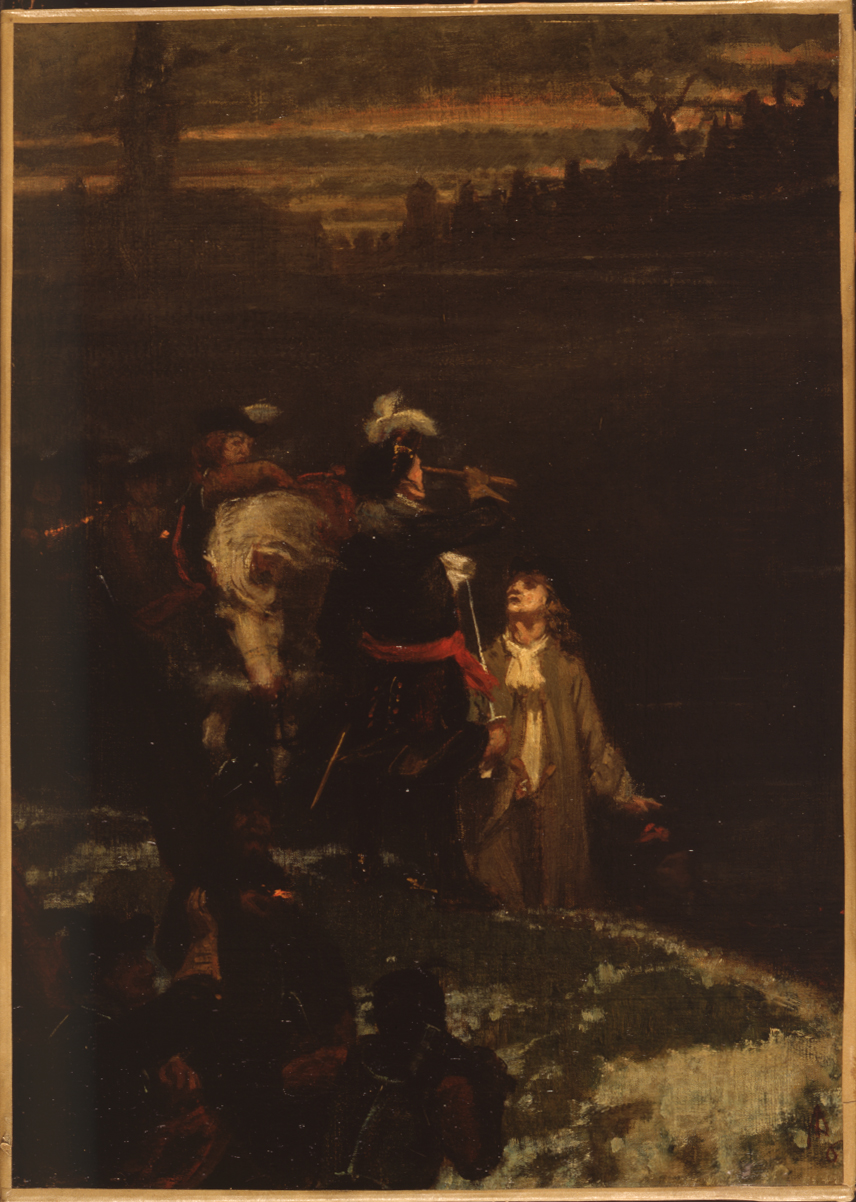
August Allebé, Verrassing van Coevorden door Mijndert van der Thijnen, 1672

Het leger vertrok op 29 december om tien uur 's avonds en kwam 's nachts om één uur aan in Dalen om vervolgens twee uur later de buitenwerken van Coevorden te bereiken. Hier werd de legermacht in drie compagnieën opgedeeld. Het 1e eskadron werd geleid door luitenant-kolonel Eybergen met als voorhoede de kapitein Darend Koenders en de luitenanten Chiton en luitenant A. van 't Hof. Zij waren verantwoordelijk voor het bastion Gelderland met daarachter het kasteel. Het 2e eskadron werd geleid door majoor Wijler met als voortocht de luitenant Rengers en de vaandrig Munters. Zij waren verantwoordelijk voor het naast het slot gelegen bastion Holland. Het 3e eskadron bestond uit de cavalerie en een aantal infanteriesoldaten en stond onder leiding van majoor Sickinghe met als voorhoede de kornet jonker Jan Rutger van den Knaap. Zij waren verantwoordelijk voor het verst gelegen bastion Overijssel, waar ook het magazijn lag. De biezenmatten werden evenredig verdeeld over de drie compagnieën. Eybergen en Wijler werden in de ochtend van 30 december bij het zien van de vesting enigszins onzeker over hun zaak en vroegen van der Thijnen om raad. Van der Thijnen op zijn beurt was erg zeker van zijn zaak en bood aan voorop te lopen om de tropen de weg te wijzen. Wat hielp was dat bij het opkomen van de zon een dikke mist rond de vesting trok. Dit gaf allen de kans om langer uit het zicht van de vijand te blijven. Nadat Sickinghe met zijn ruiters en infanterie vertrokken was rekende van der Thijnen uit dat dat het nog wel even zou duren voor Sickinghe bij het bastion Overijssel aan zou komen en dus gebruikte hij die tijd om majoor Wijler en zijn tropen in gereedheid te brengen. Na enige tijd ging van der Thijnen voorop en sloop hij met enkele officieren en soldaten door de mist richting het bastion Holland waar zij door enkele bewakers op de muur werden opgemerkt. Deze vroegen herhaaldelijk: wie is daar? Van der Thijnen besloot niet te antwoorden en door te sluipen. Toen de onrust bij de vijand groter werd en de mist weer optrok woof van der Thijnen zijn hoed en de aanval van Wijlers compagnie begon. Na Wijler in positie te hebben gebracht bracht van der Thijnen ook Eybergen op positie bij het bastion Gelderland. Ook daar begon de aanval en de beide compagnieën bestormden de vesting. Het in tact houden van de biesbruggen bleek hierbij het lastigst vanwege het brekende ijs en de heftig vurende vijand. Bij de binnenwal aangekomen riep de vijand: Komt op gij, Hollandsche honden, wij zullen u aan den degen rijgen. Eenmaal bovengekomen beloofde een kapitein een jonge Tamboer honderd rijksdaalders als hij het Wilhelmus (de Prinsenmars) zou spelen. Dit deed hij en uit angst ontvluchtte zeker tweehonderd man van de vijand de vesting. 

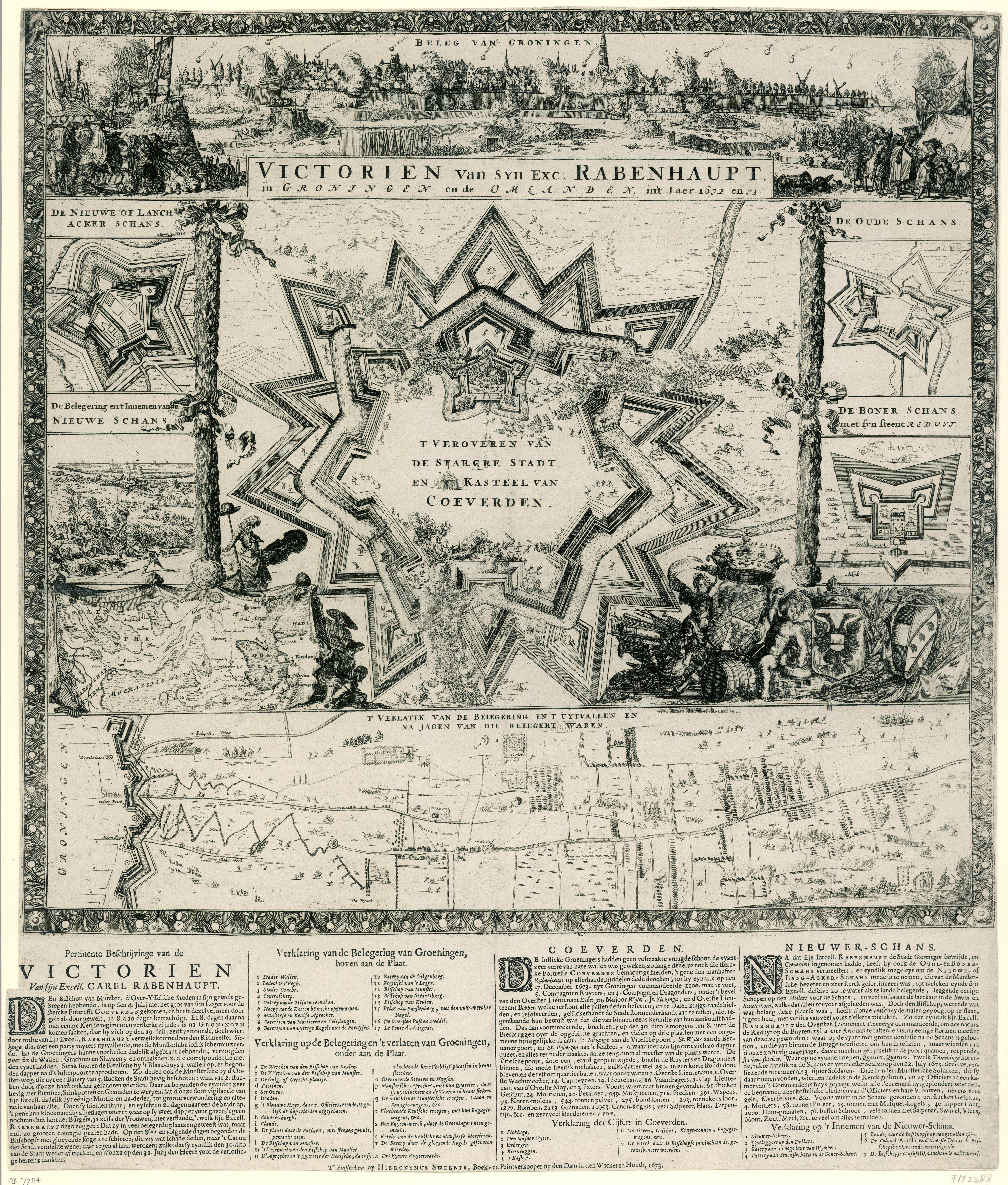
Johan Sickinghe genoemd en afgebeeld op een kaart van de Victorien van zijne exc. Carl von Rabenhaupt, in Groningen en de Ommelanden, in het jaar 1672 en 1673. Nummer 1 (Sickinga) bij de Verklaring der Cijfers in Coeverden (onderaan, midden) en afgebeeld ten zuiden van de vesting Coevorden (middelste plaat).

Majoor Sickinghe was ondertussen bij het bastion Overijssel aangekomen. Het was het verste punt en door de grote omweg was de vijand voorbereid op zijn komst. Ter plaatse stegen zijn ruiters van hun paarden om met de infanteriesoldaten het bastion te bestormen. Sickinghe ging voor de troepen uit en adviseerde hen om, net als hij, de kappen van hun laarzen af te snijden om zo beter de wal te kunnen beklimmen. De vijand schoot direct een kanonskogel van vierentwintig pond bij het zien van Sickinghe en zijn troepen en raakten daarbij vijf personen op de eerst gelegde biesbrug. Dit zorgde voor chaos en de soldaten moesten de brug met halve pieken naar elkaar toe trekken. De broer van Johan, Hindrik Sickinghe raakte bij dit oversteken gewond. Sickinghe, voor de troepen uitgesneld, beklom als eerste de wal met direct achter hem zijn broers Rudolph Sickinghe (1643-1688) en Hindrik Sickinghe (1650-1682), de luitenant Hoesink, de heer W. van Besten en monsieur Pruis. Johan riep bij het beklimmen van de muur naar de vijand: Houd op met schieten, of gij krijgt geen kwartier (genade). Eenmaal boven op de wal aangekomen zag hij een vijandelijke kanonnier die op het punt stond een kanon af te schieten. Sickinghe doorstak hem met zijn sabel en voorkwam dat het kanon een schot kon afvuren. Een andere vijandelijke soldaat zag Sickinghe bezig met het kanon en probeerde hem van achteren aan te vallen maar werd door de troepen van Sickinghe neergestoken. De vrouw van deze man zag haar man gedood worden en trok haar sabel en ging daarmee richting Sickinghe maar ook het slagen van deze actie werd voorkomen. De vijand op dit bastion bleef zich dapper verweren en Sickinghe en zijn mannen kenden een zware strijd. 

Van der Thijnen kreeg in de gaten dat er op het bastion Overijssel heftig gevochten werd en maakte Eybergen daarop alert. Deze trok met zijn mannen van binnenuit richting Sickinghe en de Münsterse troepen werden van twee kanten aangevallen. Zodra deze door kregen dat ze ingesloten waren gooide zij hun wapens neer en vroegen ze om genade. De sloten van de Friesche poort werden door de schoenmaker Coenraad Cornelis onschadelijk gemaakt en de overige ruiters, waaronder Feio Sickinghe galoppeerden naar binnen. De laatste paar vijandelijke soldaten in het midden van de vesting verweerden zich dapper maar ook zij lieten bij het zien binnenkomen van de cavalerie de wapens vallen. Eenmaal op het veroverde kasteel in de vesting bijeengekomen keek Johan Sickinghe, doordrenkt van het bloed, de overste Eybergen aan en vroeg: Hoe is het mogelijk? Waarop beiden zeiden: Het is Gods hand!

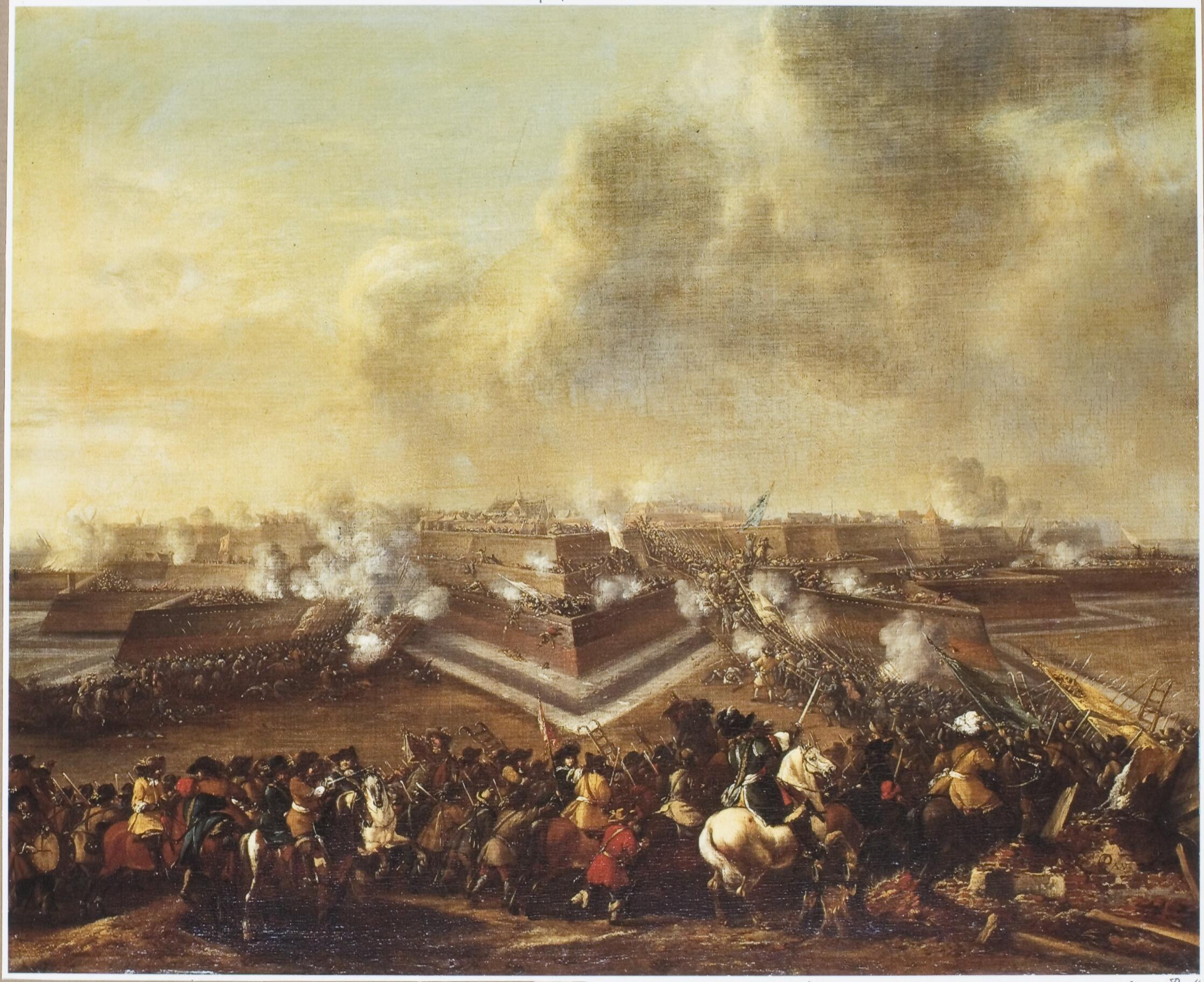
Het Ontzet van Coevorden in 1672

De zege werd uiteindelijk binnen een uur behaald. De vier broers Sickinghe hadden de strijd doorstaan. Het beleg kostte de overwinnaars 55 man waar de vijand, bestaande uit ruim achthonderd man, er zeker 150 verloor. Ten minste 450 vijandelijke soldaten, waaronder 30 hoofdofficieren, werden gevangengenomen en er werd een grote hoeveelheid spullen en militair materieel buitgemaakt. Onder de gevangengenomen soldaten bevonden zich ook de twee gedeserteerde dragonders; zij waren broers en moesten hun verraad met de dood bekopen. Bij het horen van de verovering van Coevorden zei de bisschop: Is mijn klein Candia verloren, dan ben ik beducht, dat het overige gedeelde haast volgen zal.
De vaandrig Scato Gokkinga bracht op 31 december 1672 het nieuws van de overwinning in Groningen. Men ging juichend aan de straten staan. De post die Groningen met dit bericht verliet zorgde op vele plaatsen voor ongeloof. Iedereen was ervan overtuigd dat de vesting Coevorden onoverwinnelijk was en maar weinigen geloofden het nieuws. Maar nadat de brieven van Rabenhaupt en die van de gedeputeerde van Stad en Lande de Prins van Oranje bereikten en dus het nieuws bevestigden werd het door heel de Verenigde Nederlanden gevierd. In tal van plaatsen werden bidstonden gehouden. 

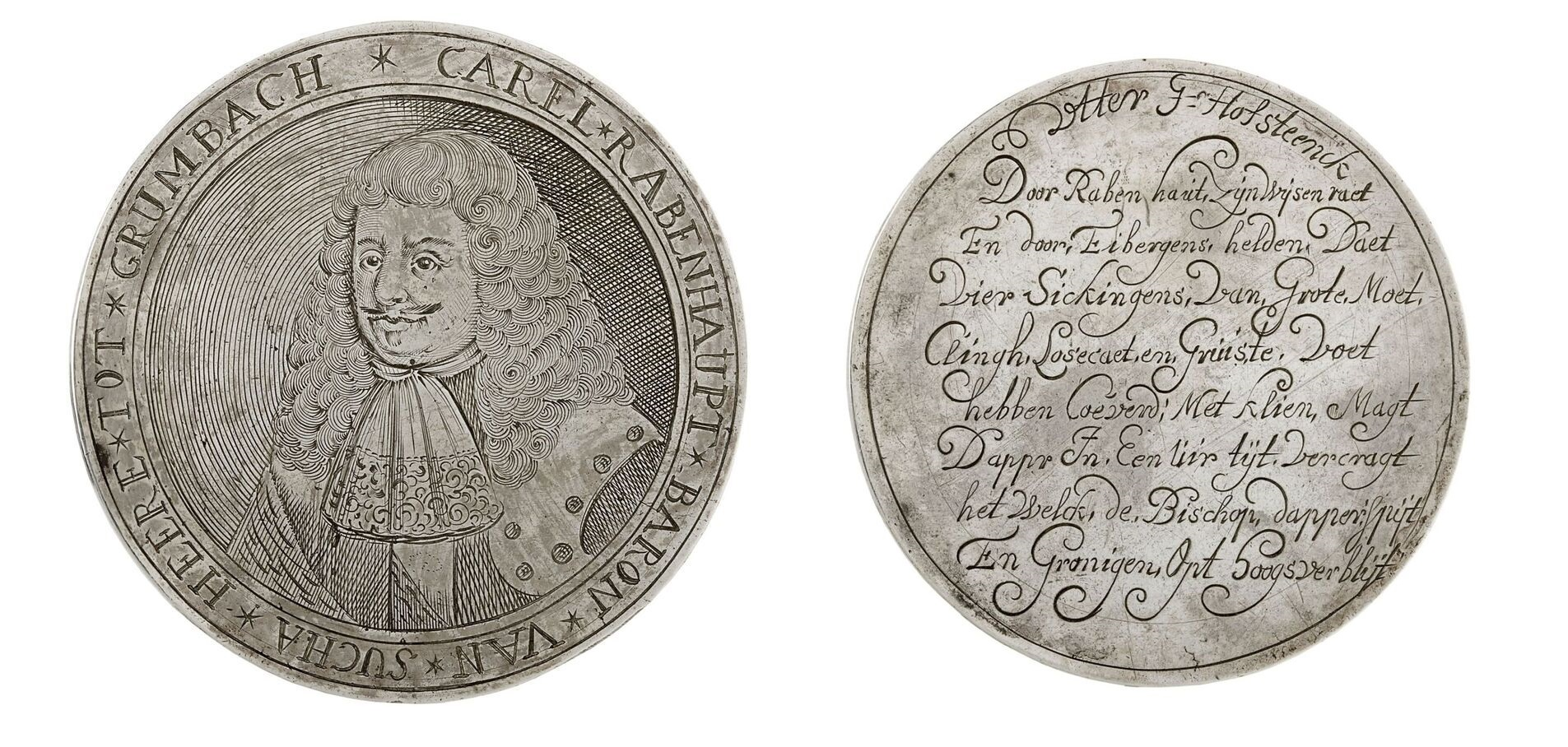
De zilveren munt uit 1672 met daarop genoemd de vier gebroeders Sickinghe

Von Rabenhaupt werd benoemd tot drost van Drenthe en gouverneur van Coevorden, Van der Thijnen kreeg een heldenstatus en werd later burgemeester van Coevorden en ouderling in de kerk waar hij eens koster geweest was. Hij ontving een gouden herdenkingspenning en een verguld zilveren bokaal. De gebroeders Sickinghe ontvingen daarnaast twee bijzondere ketel-trom's, welke deel uitmaakten van de oorlogsbuit.
Ter gelegenheid van de overwinning liet de stad Groningen een zilveren penning slaan met daarop de tekst:
door Rabenhaupt sijn wijsen raet
en door Eibergens helden daet
vier Sickingens' van grote moet
Clingh', Losecaet en Gruys te voet,
hebben Coeverd' met klien magt,
dapper in een uur tijt vercragt,
hetwelk de bisschop dapper spijt
en Groningen op ’t hoogs verblijt

## Na 1672
Op 17 januari 1673 stelde de vergadering van Stad en Lande voor om Johan Sickinghe te benoemen tot sergeant-majoor van het nieuwe regiment ruiters. Dit vanwege zijn vanwege zijn goede en getrouwe diensten. Op 12 maart 1673 werd de Raad van State verzocht om 'Joncker Johan Sickinghe', die eerder was verkozen tot ritmeester over een geworven ruitercompagnie, te voorzien van een passende aanstellingsakte (commissie) en hem daarnaast de bijbehorende eed af te laten leggen.

### Doodgeschoten
Niet lang na de verovering van Coevorden werd door de Staten van Stad en Lande melding gemaakt van een droevig voorval. Jonker Johan Sickinghe, majoor en ritmeester te paard, zou tussen Helpman en Haren, bij de 'Rondeboom', zijn doodgeschoten. Deze ronde boom stond waarschijnlijk ter hoogte van de Verlengde Hereweg en de Esserweg.
  

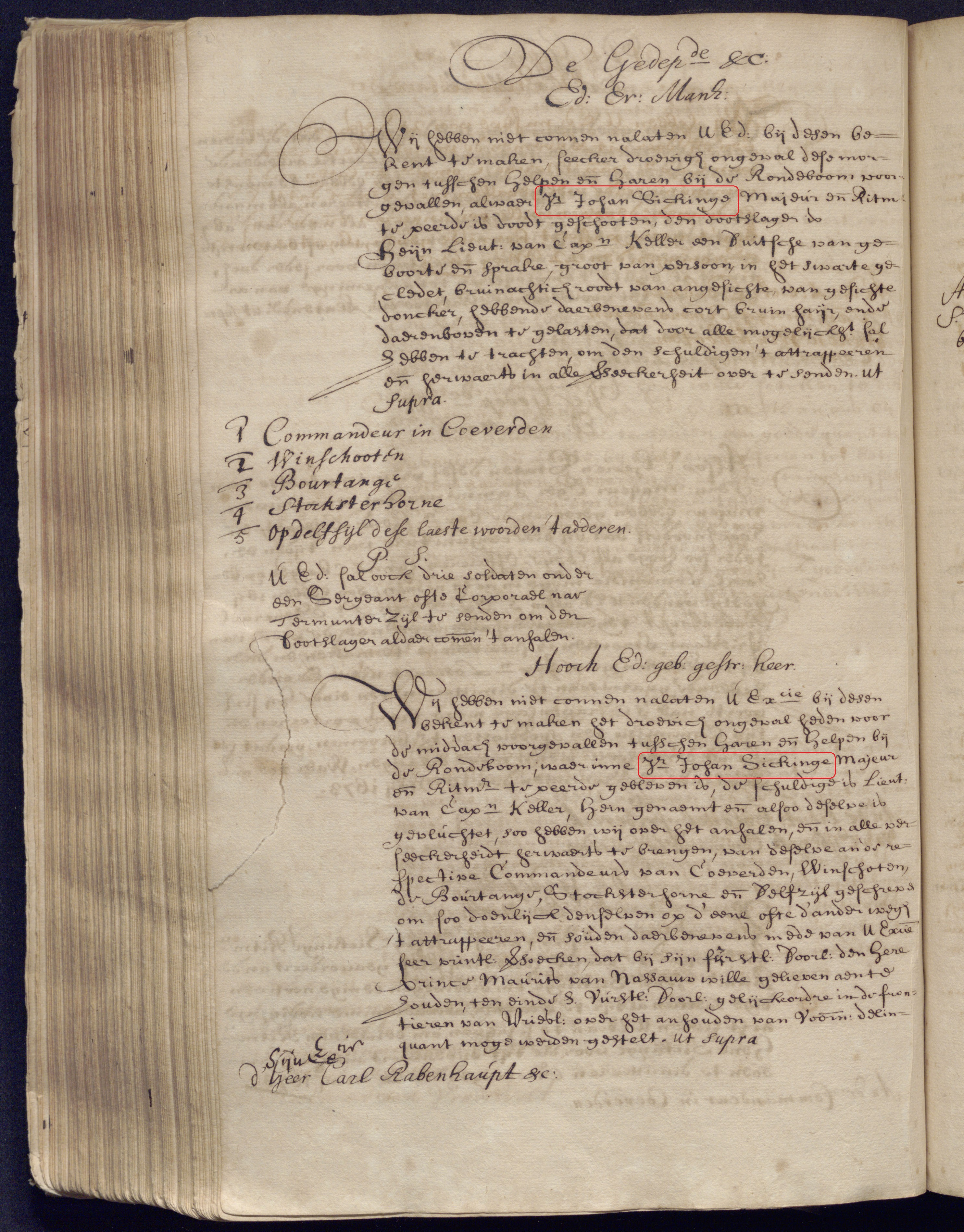
Het 'droevige voorval' beschreven door de Staten van Stad en Lande. In het bericht krijgen de commandanten van Coevorden, Winschoten, Bourtange, Stocksterhorn en Delfzijl de opdracht om Hein op te sporen en te arresteren. De luitenant-generaal Carl von Rabenhaupt wordt verzocht om prins Willem Maurits van Nassau-Siegen in kennis te stellen.

De dader werd in het bericht van de Staten van Stad en Lande als volgt beschreven: 
den dootslager de Heijn Lieutenant van Capitain Keller een Duitsche van geboorte ende sprake, groot van persoon, in het swarte gecledet, bruinachtich roodt van angesichte van gesichte doncker, hebbende daerbenevens cort bruin haijr
Degene die verantwoordelijk werd gehouden voor de dood van Sickinghe werd dus beschreven als luitenant Hein — een Duitser van geboorte en taal. Groot van gestalte, gekleed in het zwart, met een bruinrood gezicht, een donkere blik en kort bruin haar.
In hetzelfde bericht kregen de commandanten van Coevorden, Winschoten, Bourtange, Stocksterhorn en Delfzijl de opdracht om Hein te arresteren. De commandant van de vesting Delfzijl kreeg specifiek de opdracht om drie soldaten onder leiding van een sergeant of korporaal naar Termunterzijl te sturen om, als Hein daar zou opduiken, hem te arresteren. Luitenant-generaal Carl von Rabenhaupt werd eveneens op de hoogte gebracht van het voorval. Hem werd gemeld dat alle commandanten de opdracht hadden gekregen om Hein zo spoedig mogelijk — op welke manier dan ook — op te sporen en te arresteren. Von Rabenhaupt werd verzocht om prins Willem Maurits van Nassau-Siegen in kennis te stellen, opdat de Prins gelijke maatregelen zou treffen in de grensstreek van Friesland om Hein daar eveneens te laten arresteren. 
Toen het lijk van Johan zijn ouderlijk huis, de Warffumborg, werd binnengedragen zou zijn moeder Sophia van Echten gezegd hebben: Beter doode Jan dan Bloode Jan.
Op 20 mei 1673 kreeg luitenant Clant, die diende onder majoor Verruci, de opdracht om direct met enkele ruiters richting Haren en Drenthe te gaan. Hij moest Hein arresteren en zo snel mogelijk met hem terugkeren. Waar in eerdere berichten nog geen melding werd gemaakt van de toedracht spreekt men in deze opdracht van een duel dat zou hebben plaatsgevonden, waarbij Hein de ritmeester en majoor Sickinghe gedood zou hebben.
Op 2 juli 1673 worden 'de kapiteins Metstack en Tack en de luitenant Lottum' genoemd als seconden bij de ongelukkige ontmoeting van 'Jan Sickinge'. Tussen augustus en september 1673 werd de Ontvanger-Generaal Christophori, naar aanleiding van een beraad, geïnstrueerd om de kapiteins van het Koninklijk Regiment, die als seconden (waarschijnlijk secondanten) betrokken waren bij het duel met wijlen Majoor Sickinghe, hun traktementen een maand in te houden. Verder werd besloten dat de zaak van het duel met de eerste zal worden afgehandeld. De Provinciale Advocaat werd belast met het verzamelen van informatie, die destijds 'uiterlijk aanstaande zaterdag' volledig afgerond moest zijn.
Eind februari 1674 werd Hendrick Sickinghe door de Heeren Staten van Stadt en Lande aangesteld als 'Majoor te Paarde' in plaats van zijn overleden broer.

## Galerij

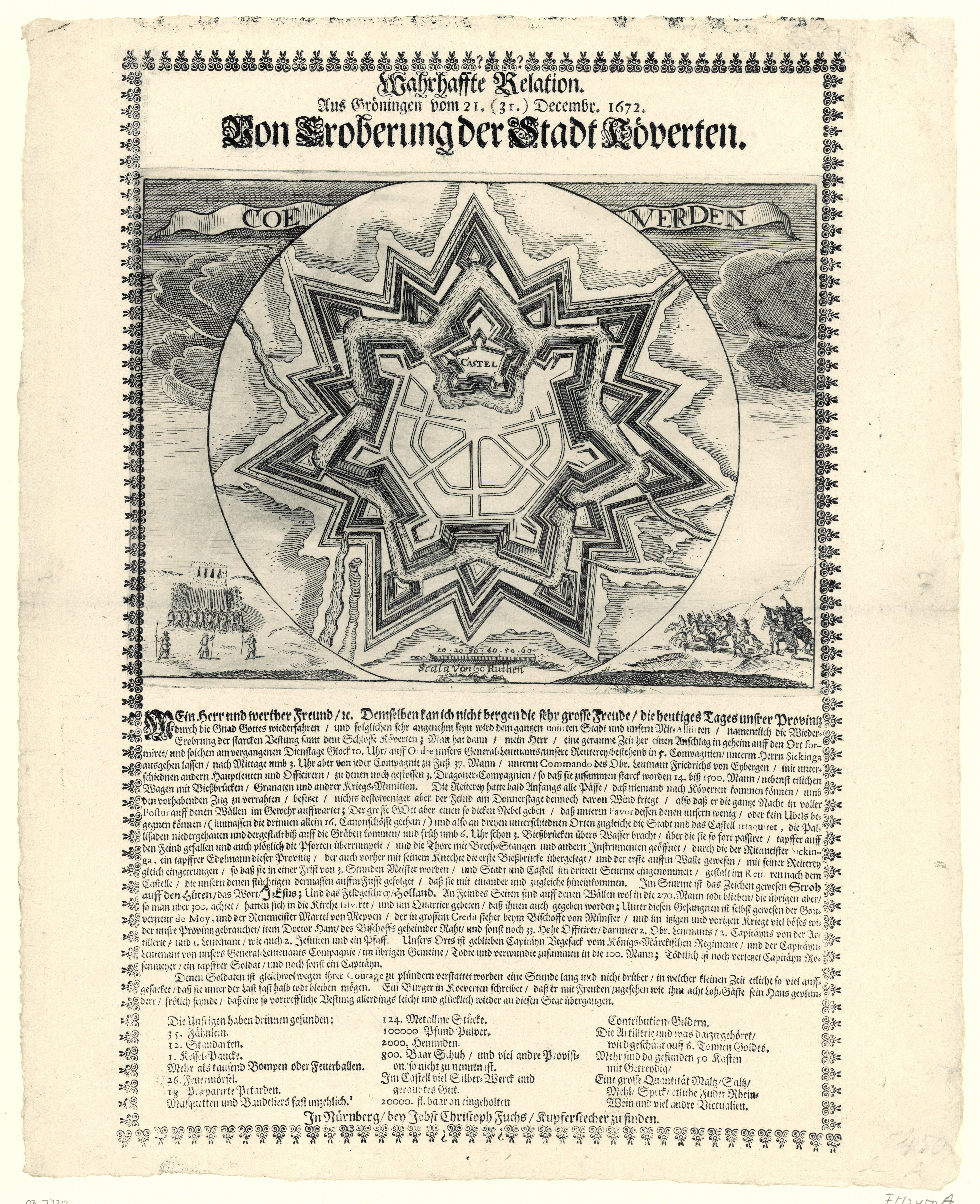
Een Duits verslag uit 1673 van het Ontzet uit van Coevorden. Daarin genoemd 'der Rittmeister Sickinga, ein tapffrer Edelmann dieser Provins' (Rijksmuseum)

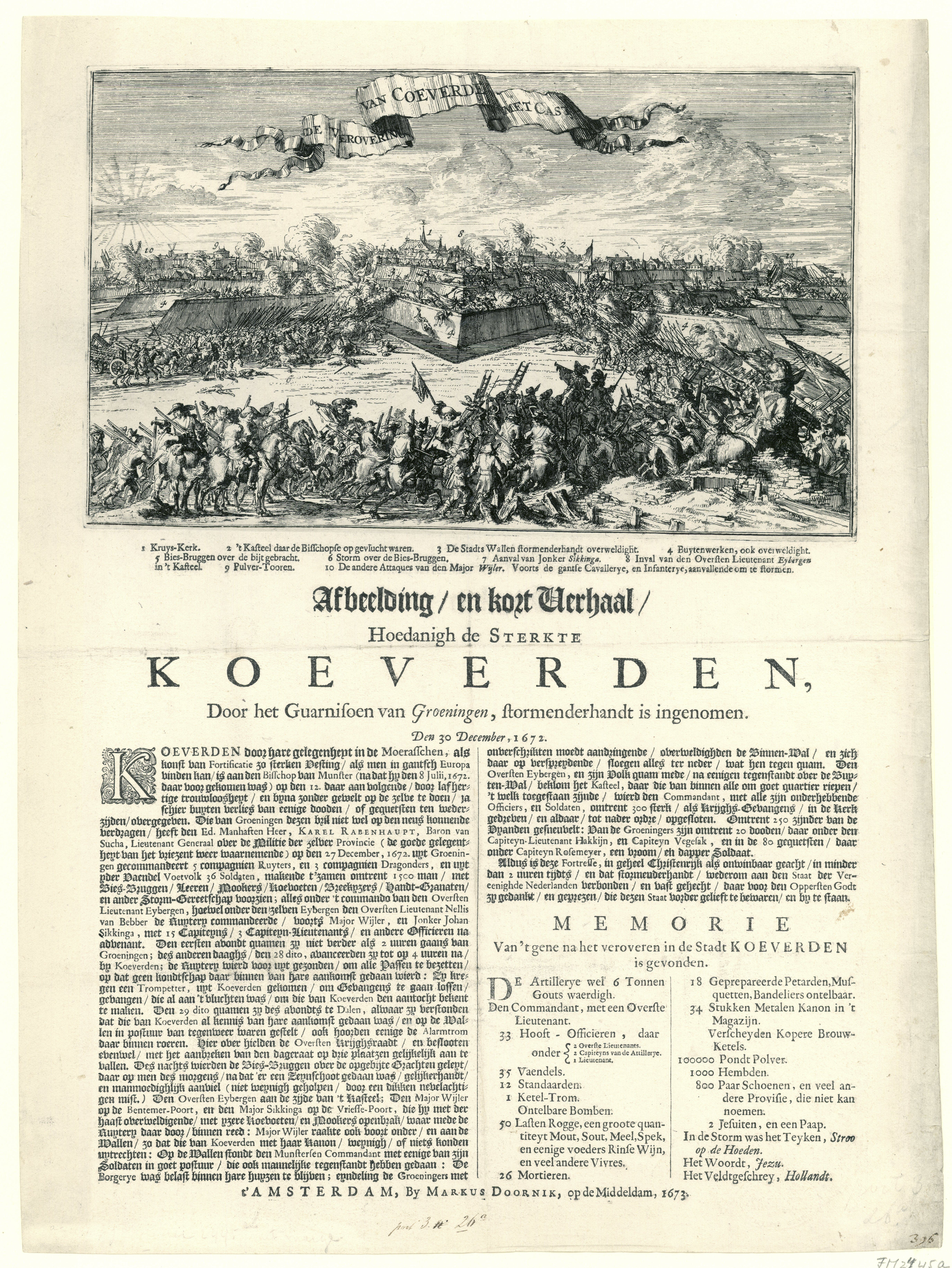
Een verslag uit 1673 van het Ontzet van Coevorden met daarop de aanval van de 'Jonker Johan Sikkinga '

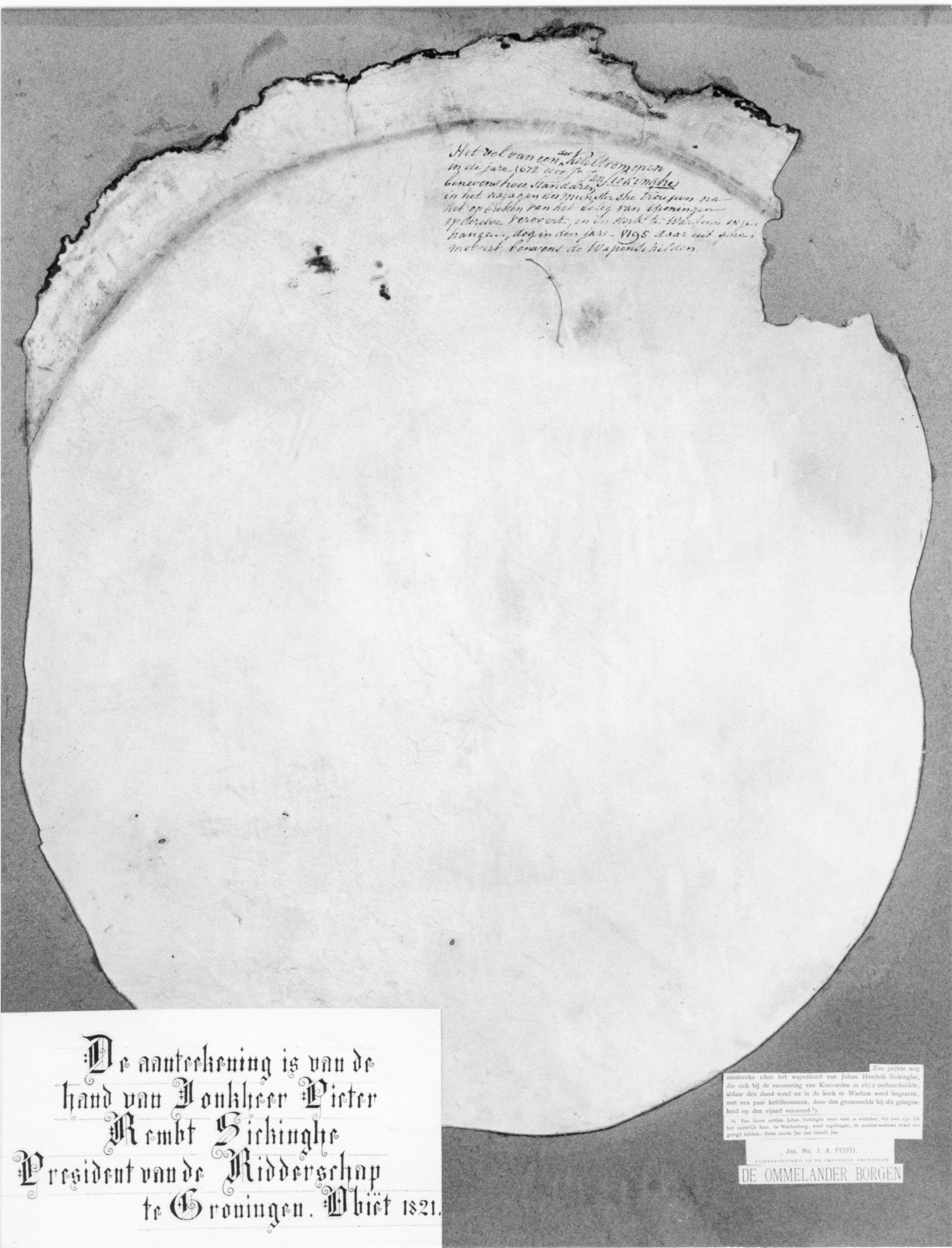
Foto van het trommelvel van een keteltrom, door Johan Sickinghe buitgemaakt bij de verovering van Coevorden, met een aantekening van de hand van jhr. Pieter Rembt Sickinghe (1743-1821)